# Antonio Franco Estadella
Antonio Franco Estadella (Barcelona, 21 de enero de 1947-Barcelona, 23 de septiembre de 2021) fue un periodista español, fundador de El Periódico de Catalunya, y director durante más de 20 años, así como exdirector adjunto de El País. Su última labor profesional fue como comentarista político en varios medios y miembro del comité editorial del Grupo Zeta.
Fue considerado un importante referente del periodismo en España desde el inicio de la democracia en España. Fue galardonado con diversos premios como son Luca de Tena, Ortega Gasset, Antonio Asensio, Creu de Sant Jordi, Ciudad de Barcelona, entre otros.

## Biografía
Estudió en la Escuela de Periodismo de la Iglesia, licenciándose en 1968. En 1969 se incorporó al Diario de Barcelona del que fue subdirector en 1976. En 1978, el editor Antonio Asensio le encargó el modelo de El Periódico de Catalunya, del que fue primer director. En 1982 fue nombrado director adjunto de El País para preparar su edición catalana. En 1988 volvió a El Periódico como director, cargo que ocupó hasta agosto de 2001. Fue asesor de la presidencia del Grupo Zeta.
Miembro del Grupo Democrático de Periodistas durante el franquismo, Franco Estadella fue miembro electo del Instituto Internacional de Prensa, dedicado a la defensa de la libertad de expresión. Fue uno de los redactores del Código Deontológico del Colegio de Periodistas de Cataluña, e impulsó el Estatuto de Redacción de El Periódico.